# Мішельбак
Мішельба́к (фр. Michelbach) — колишній муніципалітет у Франції, у регіоні Гранд-Ест, департамент Верхній Рейн. Населення — 369 осіб (2011).
Муніципалітет був розташований на відстані близько 380 км на схід від Парижа, 105 км на південний захід від Страсбура, 40 км на південний захід від Кольмара.

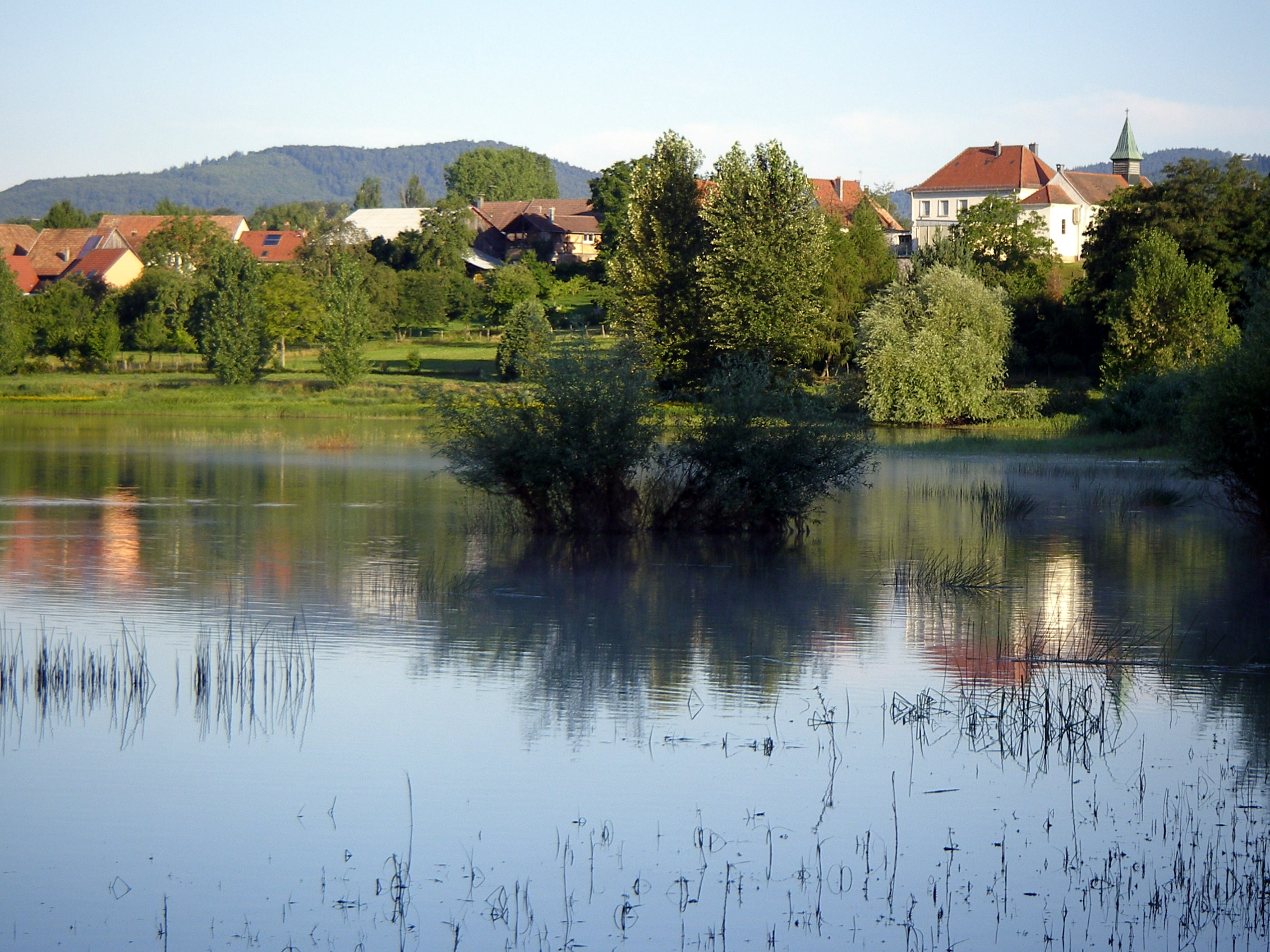

## Історія
До 2015 року муніципалітет перебував у складі регіону Ельзас. Від 1 січня 2016 року належав до нового об'єднаного регіону Гранд-Ест.
1 січня 2016 року Мішельбак і Аспак-ле-О було об'єднано в новий муніципалітет Аспак-Мішельбак.

## Демографія
Динаміка населення (INSEE ):
Розподіл населення за віком та статтю (2006):
| Стать | Всього | До 15 років | 15-24 | 25-44 | 45-64 | 65-85 | Понад 85 |
| --- | ------ | ----------- | ----- | ----- | ----- | ----- | -------- |
| Чоловіки | 136    | 22          | 17    | 45    | 44    | 8     | 0        |
| Жінки | 163    | 26          | 18    | 44    | 62    | 13    | 0        |
| \| Статево-вікова піраміда \| Статево-вікова піраміда \| Статево-вікова піраміда \| \| ----------------------- \| ----------------------- \| ----------------------- \| \| Чоловіки \| Вік \| Жінки \| \| 0 \| 85 + \| 0 \| \| 0 \| 80-84 \| 9 \| \| 0 \| 75-79 \| 0 \| \| 4 \| 70-74 \| 4 \| \| 4 \| 65-69 \| 0 \| \| 0 \| 60-64 \| 9 \| \| 13 \| 55-59 \| 13 \| \| 18 \| 50-54 \| 22 \| \| 13 \| 45-49 \| 18 \| \| 18 \| 40-44 \| 9 \| \| 18 \| 35-39 \| 13 \| \| 9 \| 30-34 \| 13 \| \| 0 \| 25-29 \| 9 \| \| 4 \| 20-24 \| 9 \| \| 13 \| 15-20 \| 9 \| \| 9 \| 10-14 \| 4 \| \| 4 \| 5-9 \| 4 \| \| 9 \| 0-4 \| 18 \| |        |             |       |       |       |       |          |
| Статево-вікова піраміда |        |             |       |       |       |       |          |
| Чоловіки | Вік    | Жінки       |       |       |       |       |          |
| 0 | 85 +   | 0           |       |       |       |       |          |
| 0 | 80-84  | 9           |       |       |       |       |          |
| 0 | 75-79  | 0           |       |       |       |       |          |
| 4 | 70-74  | 4           |       |       |       |       |          |
| 4 | 65-69  | 0           |       |       |       |       |          |
| 0 | 60-64  | 9           |       |       |       |       |          |
| 13 | 55-59  | 13          |       |       |       |       |          |
| 18 | 50-54  | 22          |       |       |       |       |          |
| 13 | 45-49  | 18          |       |       |       |       |          |
| 18 | 40-44  | 9           |       |       |       |       |          |
| 18 | 35-39  | 13          |       |       |       |       |          |
| 9 | 30-34  | 13          |       |       |       |       |          |
| 0 | 25-29  | 9           |       |       |       |       |          |
| 4 | 20-24  | 9           |       |       |       |       |          |
| 13 | 15-20  | 9           |       |       |       |       |          |
| 9 | 10-14  | 4           |       |       |       |       |          |
| 4 | 5-9    | 4           |       |       |       |       |          |
| 9 | 0-4    | 18          |       |       |       |       |          |

## Економіка
2010 року серед 232 осіб працездатного віку (15—64 років) 194 були активними, 38 — неактивними (показник активності 83,6%, у 1999 році було 64,4%). З 194 активних мешканців працювали 182 особи (97 чоловіків та 85 жінок), безробітними було 12 (4 чоловіки та 8 жінок). Серед 38 неактивних 13 осіб було учнями чи студентами, 14 — пенсіонерами, 11 були неактивними з інших причин.

У 2010 році в муніципалітеті числилось 132 оподатковані домогосподарства, у яких проживали 362,5 особи, медіана доходів виносила 25 366 євро на одного особоспоживача